# Wissmilen
Der Wissmilen, im Dialekt [viːsˈmiːlə], hochdeutsch auch Weißmeilen (doch wird diese Form selten gebraucht), ist ein 2483 m ü. M. hoher Berg in der Schweiz.
Er liegt auf der Grenze der Kantone St. Gallen und Glarus. Der Berg befindet sich in direkter Nachbarschaft des ein wenig höheren Spitzmeilen. Auffällig und wohl auch verantwortlich für den Namen ist die helle Farbe seines Gesteins, das sich von dem bunten und dunkleren Gestein der Umgebung deutlich abhebt. Auf dem Gipfel befindet sich ein Steinmännli und ein Gipfelbuch. Der Berg wird häufig von Skitourengängern bestiegen.